# La Chauve-souris (ballet)
Pour les articles homonymes, voir La Chauve-Souris (homonymie).
La Chauve-souris est un ballet créé en 1979 par Roland Petit pour sa troupe des Ballets de Marseille. La création a eu lieu à l'opéra de Monte-Carlo. Il s'agit d'une adaptation de la célèbre opérette Die Fledermaus de Johann Strauss fils.
Distribution lors de la création: Zizi Jeanmaire, D. Ganio, L. Bonino et J-Ch Gil. 

## Structure du ballet
- 1 Ouverture

### Acte l.
Dans l'appartement
- 2 Préparatifs pour le dîner
- 3 Entrée de Johann
- 4 Ulrich: un ami de la famille
- 5 Le dîner
- 6 Scène - Pas de deux

Dans la chambre à coucher
- 7 Johann se transforme en chauve-souris et s'envole

Un ami fidèle
- 8 Bella appelle Ulrich
- 9 Pas de deux
- 10 Le conseil d'Ulrich

Un homme est un homme
- 11 Danse des serveurs
- 12 Arrivée des convives et de Johann
- 13 Variation: Johann
- 14 Entrée de Bella
- 15 Variation: Bella
- 16 Johann tente de séduire Bella

### Act 2
- 17 Entr'acte

Au bal masqué
- 18 Johann poursuit sa tentative de séduction
- 19 Csardas
- 20 Variation: Bella
- 21 Danses
- 22 La chauve-souris et Bella
- 23 Johann est arrêté - Valse
- 24 Interlude

Johann perd ses ailes
- 25 En prison
- 26 Libération de Johann
- 27 Pas de deux

De retour à l'appartement
- 28 Bella revient
- 29 Les pantoufles
- 30 Valse finale

## Il pipistrello
Ce ballet existe en DVD enregistré en 2003 à Milan au Teatro degli Arcimboldi par le corps de ballet et l'orchestre de la Scala de Milan avec la distribution: Alessandra Ferri, Massimo Murru et Luigi Bonino en présence de Roland Petit. Le titre italien du ballet est Il pipistrello. Surprise dans cette version: une brève partie chantée par Johann au N°25 du ballet. Quant à la fin du ballet, elle a des connotations freudiennes assez évidentes: castration du mari par son épouse (Bella coupe les ailes de son mari). Lors d'une scène suivante (N°29), Johan rentre chez lui, s'installe dans le fauteuil où Bella lui apporte ses pantoufles. Difficile d'être plus explicite. 